# 布萊克火山

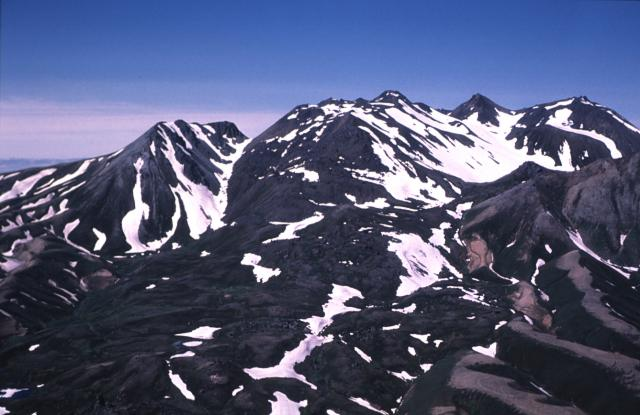

布萊克火山是美國的火山，位於阿拉斯加半島，由阿拉斯加州負責管轄，海拔高度1,032米，山體在更新世形成，最近一次火山噴發在公元前1900年發生。